# Saint-Pierre-de-Rivière
Saint-Pierre-de-Rivière is een gemeente in het Franse departement Ariège (regio Occitanie) en telt 564 inwoners (1999). De plaats maakt deel uit van het arrondissement Foix.

## Geografie
De oppervlakte van Saint-Pierre-de-Rivière bedraagt 2,4 km², de bevolkingsdichtheid is 235,0 inwoners per km².
De onderstaande kaart toont de ligging van Saint-Pierre-de-Rivière met de belangrijkste infrastructuur en aangrenzende gemeenten.

## Demografie
Onderstaande figuur toont het verloop van het inwonertal (bron: INSEE-tellingen).

Vanwege een beveiligingsprobleem met de MediaWiki Graph-software is het momenteel niet mogelijk deze grafiek weer te geven. Zodra de software is bijgewerkt zal de grafiek vanzelf weer zichtbaar worden.